# Parafia św. Stanisława Biskupa i Męczennika w Krakowie (Wzgórza Krzesławickie)
Parafia św. Stanisława Biskupa i Męczennika w Krakowie – parafia rzymskokatolicka należąca do dekanatu Kraków-Bieńczyce archidiecezji krakowskiej na osiedlu Kantorowice przy ulicy Kantorowice.
Została utworzona w 1994 r. Kościół parafialny wybudowany w latach 1984-1986; poświęcony w 1988 r.

## Terytorium parafii
Ulice i osiedla: Bloki Interwencyjne, Morcinka, Kantorowicka, Petöfiego, Stary Gościniec, Zakole, os. Zesławice – bloki, os. Zesławice – domki